# 神戸信用金庫
神戸信用金庫（こうべしんようきんこ）は、兵庫県神戸市中央区に本店を置く信用金庫。

## 沿革
- 1933年 - 9月22日 有限責任信用組合神戸金庫を設立
- 1950年 - 4月 中小企業等協同組合法に基づき、改組
- 1951年 - 10月 信用金庫法に基づき、神戸信用金庫となる
- 1967年 - 9月 須磨信用金庫と合併する
- 2010年 - 6月 石川遼定期発売
- 2010年 - 6月 改正貸金業法施行に伴い、カードローンとフリーローンをリニューアルし発売。これに伴い、既存商品「福の神」「新クイックローン」「フリーローン」発売中止
- 2010年 - 8月 子育て応援定期発売

## その他
キャッシュカードに生体認証方式を導入している。生体認証キャッシュカードは有効期限が5年であり、当初は更新料として1050円を口座から引き落とすとしていたが、無料に変更された。